# Parti Juwa
Die Juwa Party (französisch Parti Juwa „Sonnen Partei“, PJ) ist eine Politische Partei in den Komoren. Die Partei wurde 2013 vom früheren Präsidenten Ahmed Abdallah Mohamed Sambi gegründet und wurde die Haupt-Oppositions-Partei in den Parlamentswahlen 2015. Nachdem sie die Parlamentswahl 2020 boykottiert hatte, ist sie derzeit nicht im Parlament vertreten.

## Geschichte
Die Partei wurde am 30. Oktober 2013 durch Ahmed Abdallah Mohamed Sambi gegründet; „Juwa“ ist das komorische Wort für „Sonne“. In den Parlamentswahlen 2015 war sie die zweitgrößte Fraktion in der Unionsversammlung mit sieben der 24 direkt gewählten Sitze. Die Partei trat in den Präsidentschaftswahl 2016 nicht an.
In den Präsidentschaftswahlen 2019 wurde der Kandidat der Juwa Party, Ibrahim Mohamed Soulé, disqualifiziert mit der Begründung, dass seine Bewerbung nur vom stellvertretenden Generalsekretär der Partei unterzeichnet worden war und nicht vom Generalsekretär, Ahmed Al Barwane, welcher zu der Zeit im Gefängnis saß. Nach der Absage unterstützte die Partei den unabhängigen Kandidaten Mahamoudo Ahamada. Ahamada erreichte 15 % der Stimmen und wurde damit zweiter hinter Präsident Azali Assoumani (61 %). Gewalttätige Proteste nach den Wahlen, in welchen auch Führer der Juwa Party beteiligt waren, wurden durch die Armee mit Waffengewalt aufgelöst. Ahamada wurde in der Folge zusammen mit Ahmed Abdallah Mohamed Sambi Parteiführer.
Die Juwa Party und weitere Oppositionsparteien boykottierten die Parlamentswahl 2020, weil sie erklärten, dass sie keine Garantien für „transparente, freie und demokratische“ Wahlen ('transparent, free and democratic' election) erhalten hätten, oder auch kein Recht für komorische Exilanten besteht.